# The Third Chimpanzee
The Third Chimpanzee è un EP da solista del musicista inglese Martin Gore (noto come membro dei Depeche Mode), pubblicato nel 2021.

## Tracce
Testi e musiche di Martin Gore.
1. Howler – 4:56
2. Mandrill – 4:01
3. Capuchin – 3:53
4. Vervet – 8:30
5. Howler's End – 2:00